# Biserica reformată din Hodod
Biserica reformată din Hodod, inițial biserică romano-catolică cu hramul sfântului rege Ladislau, datează din secolul al XV-lea. Biserica a fost ctitorită de familia Jakcs.

## Caracteristici arhitecturale
Edificiul prezintă o structură gotică, cu o navă dreptunghiulară și un cor poligonal. Feroneria gotică a ferestrelor și bolta cu nervuri a sanctuarului subliniază influențele medievale. Turnul actual, ridicat în 1901, înlocuiește unul anterior mai mic .
Elemente de patrimoniu
Unul dintre cele mai valoroase elemente ale bisericii este amvonul din piatră, realizat în 1754 de meșterul Dávid Sipos. Acesta este decorat cu rozete și blazoane renascentiste târzii, inclusiv cele ale familiei Wesselényi. În interior se află și o criptă, unde ultima înmormântată a fost Sára Túri în 1733.

## Situația actuală
Biserica se află într-o stare avansată de degradare. Mișcările terenului și fenomenele seismice au afectat structura, iar specialiștii estimează că nu mai există șanse de salvare a edificiului. În acest context, comunitatea reformată din Hodod a început construcția unei noi biserici, cu sprijinul statului ungar, pentru a păstra tradiția religioasă și culturală a zonei. Pentru cei interesați de istoria și arhitectura medievală, vizita Bisericii Reformate din Hodod oferă oportunitatea de a explora un monument istoric aflat pe cale de dispariție. 